# Caloptilia cryphia
Caloptilia cryphia là một loài bướm đêm thuộc họ Gracillariidae. Nó được tìm thấy ở Namibia.